# Olympische Sommerspiele 2004/Teilnehmer (Salomonen)
| Gelbes Symbol für Goldmedaillen mit stilisierten Olympischen Ringen | Graues Symbol für Silbermedaillen mit stilisierten Olympischen Ringen | Braundes Symbol für Bronzemedaillen mit stilisierten Olympischen Ringen |
| ------------------------------------------------------------------- | --------------------------------------------------------------------- | ----------------------------------------------------------------------- |
| —                                                                   | —                                                                     | —                                                                       |

Die Salomonen nahmen an den Olympischen Sommerspielen 2004 in Athen, Griechenland, mit einem Mann und einer Frau teil. Beide traten in der Leichtathletik an.

## Teilnehmer nach Sportarten

### Leichtathletik
- Francis Manioru
100 Meter: Vorläufe

- Jenny Keni
Frauen, 100 Meter: Vorläufe